# فرناندو رومان
فرناندو رومان هو لاعب كرة قدم باراغواياني، ولد في 20 نوفمبر 1998 في نيمبي في باراغواي.